# Gli occhi di una donna
Gli occhi di una donna è il quarto romanzo di Mario Biondi pubblicato nel 1985.
Nello stesso anno il romanzo ha vinto il Premio Campiello.

## Trama
Il romanzo racconta le vicende incrociate, dal 1914 al 1982 ma con frequenti digressioni all'indietro nella loro storia, di due dinastie lombarde, gli Olgiati Drezzo e i Lucini, la prima appartenente alla vecchia nobiltà ormai dissestata e l'altra alla nuova imprenditorialità industriale metalmeccanica nata sul finire dell'Ottocento, viste attraverso lo sguardo sensibile e saggio di una donna, figlia della seconda dinastia e sposata a un rampollo della prima.

### Prima parte
Estate 1914. Nella villa dei Lucini sul Lago di Como, nella fittizia località di Prato Sant'Antonio sopra Bellagio, l'adolescente Emma Lucini è persa in fantasticherie sul suo amore per il bel marchesino Marco Federico Olgiati Drezzo di Casagrande, che passa l'estate nella confinante proprietà storica della famiglia, la Ca' Granda. Non può sapere che su tutti loro incombe la prima guerra mondiale.

Papà Lucini, tramite i suoi legami con il mondo politico, riesce a far esentare dal servizio il figlio Pietro, fratello di Emma. I due fratelli Olgiati Drezzo, invece, il saggio Marco Federico e l'ancor più bello ma bizzarro Luca Giorgio (che Emma vede come «stralunato, quasi febbricitante») onorano il loro impegno di nobili milanesi irredentisti partendo per la guerra. Come loro, parte Nicola Boselli, innamorato di Emma senza speranza; lei nutre per lui un'affettuosa simpatia, ma entrambi sanno che un'unione tra loro è impossibile: lui appartiene a una classe sociale troppo inferiore.

Il minore dei fratelli Olgiati Drezzo, Luca Giorgio, rivelatosi un abile e coraggioso ufficiale, torna a casa. Torna anche Nicola Boselli, pur ferito gravemente: si è a sua volta rivelato un bravo ufficiale. Da sempre molto apprezzato da papà Lucini, diventerà ingegnere e dirigente delle aziende della famiglia. Non torna invece Marco Federico: ferito in combattimento e dopo aver scoperto in ospedale di aver perso entrambe le gambe, ha commesso suicidio.

Le eccitazioni della guerra sembrano aver fatto bene a Luca Giorgio, la vita a stretto contatto con i figli del popolo suoi subalterni - «Che sapeva comandare e che gli obbedivano. Che trovavano piacere nella sua compagnia, come lui ne trovava nella loro» - lo ha addirittura fatto avvicinare alle idee socialiste. Invitato a una riunione della fazione socialista milanese avviata a fondare il fascismo, ne prova nausea e se ne allontana con sdegno.

È diventato un uomo, ha capito bene che le sostanze della sua famiglia sono al lumicino: deve mettersi a lavorare. Con notevole audacia, essendo le sue stranezze caratteriali ben note al vecchio Lucini, si presenta nel suo ufficio e gli si offre come collaboratore. Acuto conoscitore di uomini, Lucini lo accoglie nell'azienda, anche per equilibrare l'eccessivo potere che si sta attribuendo il figlio Pietro, non a caso contrarissimo all'ingresso di Luca Giorgio.

La nobilissima e svagata ma dissestata famiglia Olgiati Drezzo aveva puntato tutto sul matrimonio tra Marco Federico ed Emma, data la solidissima posizione economica della famiglia Lucini, anch'essa stessa favorevolissima al matrimonio, non soltanto per l'evidentissimo legame affettivo tra i due giovani, ma anche in chiave di elevazione sociale: con esso Emma sarebbe diventata marchesa. La scomparsa del giovane ha vanificato tutto.

Gli Olgiati sono veramente in grosse difficoltà, hanno moltissimi debiti, e qui Biondi si concede uno dei diversi calembour notati dalla critica: tra i loro creditori figurano "i Balestrini", i quali «vogliono tutto», palese riferimento giocoso al romanzo sperimentale Vogliamo tutto di Nanni Balestrini.

È il saggio amministratore degli Olgiati, l'onesto ragionier Tettamanti, a suggerire e poi proporre senza mezzi termini la soluzione: Emma può sposare Luca Giorgio, che sembra aver messo la testa a partito. Papà Lucini sa che, pur innamoratissima com'era di Marco Federico, la saggia Emma ha comunque sempre visto qualcosa di lui nel suo strano fratello. E qui, nel 1922, lasciando intravedere la possibilità del matrimonio, si chiude la Prima parte.

### Seconda parte
Emma e Luca Giorgio si sono sposati, e l'unione tra i due si è rivelata molto solida e solidale. Nel 1944 la vita alla Ca' Granda, adesso di Luca Giorgio e quindi di Emma, scorre tranquilla, anche se Emma scopre un'inconfessabile debolezza del marito, che tuttavia affronta con saggia fermezza. I due hanno cinque figli. La Seconda guerra mondiale è «spaventosa, ma lontana». Pur divenuto vicepresidente delle Industrie Lucini, Luca Giorgio non ha dimenticato le moderate simpatie socialiste della sua gioventù: nella bella villa si vive in un'atmosfera di elegante spregio nei confronti del fascismo e si aiuta la Resistenza a far passare suoi uomini - ed ebrei in pericolo - nella neutrale Svizzera attraverso il lago di Como e le montagne di confine.

Al momento, però, Luca Giorgio non ha cariche nell'azienda, avendo dovuto dare le dimissioni dalla vicepresidenza per contrasti di natura politica con gli altri dirigenti (e parenti). Per questo - viene informato da esponenti della Resistenza - al redde rationem ormai vicino sarà aiutato con un autentico colpo di scena azionario a diventare presidente delle Industrie Lucini in sostituzione del cognato Pietro, pesantemente compromesso con il fascismo; per la Repubblica Sociale Italiana. Pietro sta tuttora producendo armi. Compromesso con lui, seppure per lealtà nei confronti dell'azienda, è anche l'ingegner Nicola Boselli.

Così infatti avviene, e Luca Giorgio riesce con diverse autentiche acrobazie industriali e finanziarie a rimettere in sesto l'azienda di famiglia. I parenti Lucini e Montecroce sono messi in un angolo, Nicola Boselli preferisce emigrare in Argentina, mandando una malinconica, nobile lettera di addio a Emma: in sostanza è l'unico a pagare per il "fascismo" delle Industrie Lucini.

Pur messi all'angolo, gli altri azionisti e parenti non cessano naturalmente di tramare, ma la vita di Emma e famiglia si svolge comunque relativamente tranquilla, e non la turba più di tanto la vicissitudine del figlio Giovanni che, rimasto legato ai miti adolescenziali della Resistenza cui ha marginalmente partecipato, rimane coinvolto in due sparatorie tra antifascisti e neofascisti nel clima del 1948 ed è costretto a rifugiarsi in Svizzera. Ancora una volta la saggia Emma si dimostra nobilmente all'altezza della situazione. Ma ben altre ombre si addensano sulle Industrie Lucini e sulla famiglia Olgiati Drezzo: le difficoltà finanziarie dell'azienda costringono Luca Giorgio a riaprire le porte agli altri.

E quando, nel 1952, la debolezza nascosta di Luca Giorgio viene allo scoperto - traumatizzato da un'esperienza di natura erotica nella prima adolescenza, continua a provare un'attrazione invincibile per le ragazzine di quell'età -, gli altri non perdono tempo per estrometterlo. D'altra parte lui stesso, nel corso di una delle sue scorribande segrete, si è procurato una grave menomazione e muore.

Rimasta sola, Emma continua a presiedere con saggezza alle sorti della numerosa famiglia, in particolare a quelle del figlio maggiore, Giovanni, rimasto fedelissimo ai suoi ideali di sinistra e impegnato nella professione di avvocato per i sindacati dei lavoratori. Nonché quelle del minore, Manfredo Giorgio, detto Dodo, scapolo perenne, simpatico, pignolo, schizzinoso ultimo vero rappresentante dei nobili Olgiati Drezzo.

### Epilogo
Nel 1982 le Industrie Lucini, un po' per la congiuntura che coinvolge gran parte dell'industria metalmeccanica italiana e un po' forse per la scarsa abilità manageriale di chi ha estromesso Luca Giorgio, sono in liquidazione. Emma sale a dare un ultimo saluto alle tombe dei suoi «due ragazzi», Federico Marco e Luca Giorgio, nel cimitero vicino alla vecchia dimora sul lago e poco tempo dopo se ne va anche lei da questo mondo.
(Le ultime righe del romanzo Gli occhi di una donna)

## Critica
(Cesare De Michelis, su "Il gazzettino di Venezia", 9 settembre 1985)
(Antonio Porta, su "Corriere della sera", 29 maggio 1985)
(Stefano Giovanardi, su "Repubblica", 8 giugno 1985)
(Raffaele Crovi, su "Il giorno", 5 maggio 1985)
(Renato Minore, in un'intervista su "Il messaggero", 9 settembre 1985)

## Opere derivate
La Rai ingaggiò Mario Biondi per trarre dal romanzo uno sceneggiato radiofonico in 14 puntate, che andò in onda due volte, nel 1986 e nel 1987.

## Edizioni
- Mario Biondi, Gli occhi di una donna, Longanesi, 1985,  p. 322, ISBN 88-304-0548-5.
- Mario Biondi, Gli occhi di una donna, Club degli Editori, 1985,  p. 322.
- Mario Biondi, Gli occhi di una donna, Arnoldo Mondadori Editore - De Agostini, 1993,  p. 322.
- Mario Biondi, Gli occhi di una donna, TEA, 1986 - 1999,  p. 322, ISBN 88-7818-644-9.